# Эхо Неаполя (сборник неаполитанских песен)
«Эхо Неаполя» (ит. «Eco di Napoli») — сборник неаполитанских песен, выпускавшийся неаполитанским музыкантом Винченцо де Мельо в миланском издательстве Ricordi. В сборник включены как народные, так и авторские песни. За единичными исключениями, для каждой песни приведены ноты для фортепиано и 1-3 голосов, оригинальный текст на неаполитанском языке и итальянский перевод.
Последнее прижизненное издание сборника де Мельо содержит 150 песен (3 тома).
Сборник неоднократно переиздавался. В оцифрованном виде доступен в проекте IMSLP.
Многие песни из этого сборника широко известны (например, том 1, № 26 — «Santa Lucia»).
Некоторые мелодии из сборника использовались композиторами. Например, русский композитор А. С. Аренский указал в сноске в партитуре оперы «Рафаэль», что мелодии вставных номеров — хора римлян и песни певца за сценой взяты из этого сборника (хор римлян: том 1, № 45 — «Masto Rafaè»; песня певца за сценой: том 1, № 43 — «Lo Granatiello»).